# Barbro Bäckström

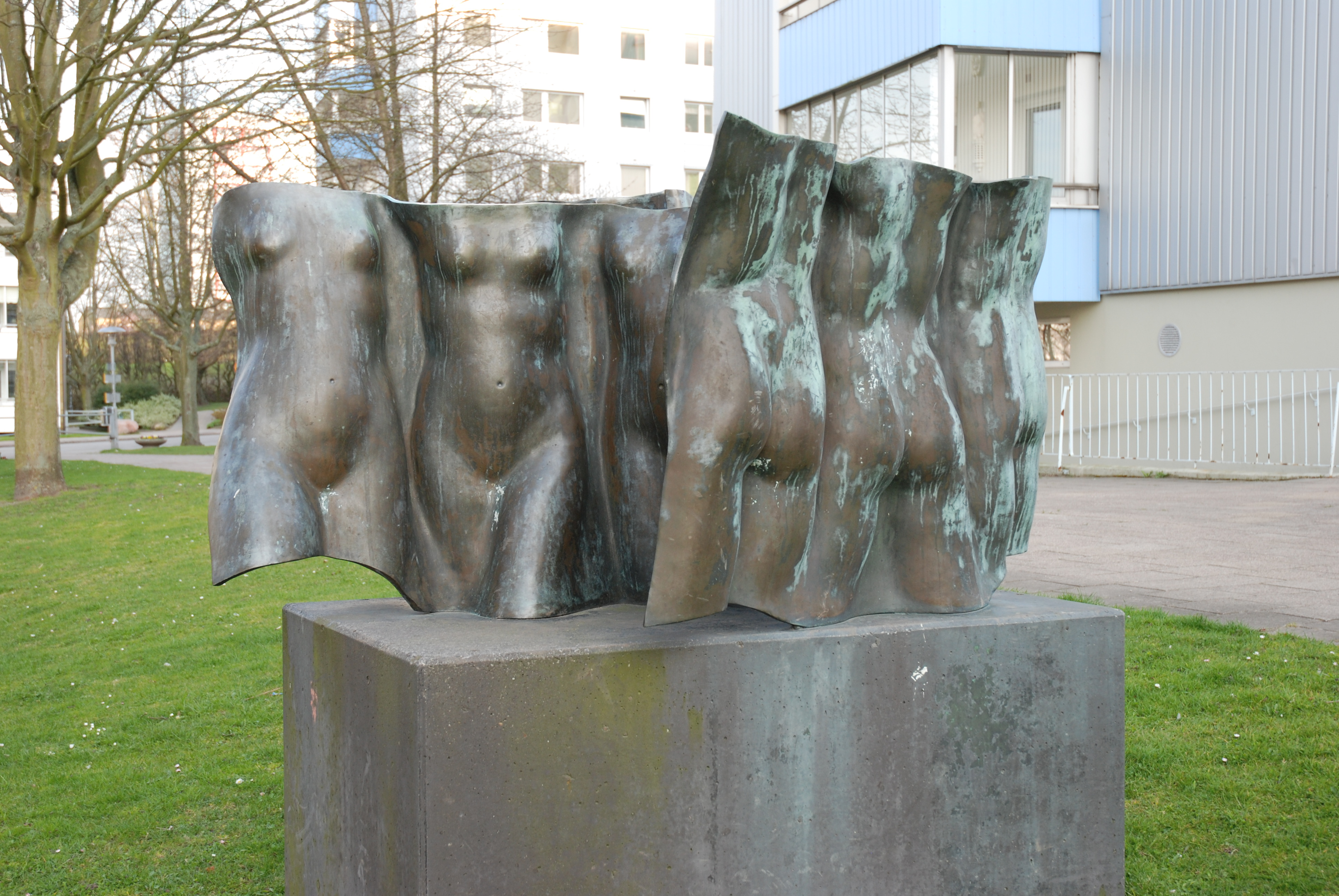
I rena glädjen, Malmö

Barbro Agneta Bäckström, född Erhardsson 6 december 1939, död 8 februari 1990 i Lund, var en svensk skulptör.
Barbro Bäckström växte upp på Vindö i Stockholms skärgård, utbildade sig till teckningslärare och hade sin debututställning 1965 på Galleri Atheneum i Lund. Hon är känd för sina skulpturer av människokroppen, framför allt för dem som formats av metallduk. Hon var gift med Holger Bäckström. Makarna Bäckström har donerat medel till Barbro & Holger Bäckströms stipendiefond.

## Offentliga verk i urval
- Tre pågar (1997), brons, von Troils väg 1 i Malmö
- Vattenresan (1985), brons, järnvägsstationen i Jönköping
- I rena glädjen (1975), brons, Kulladalsgatan 22 i Malmö
- Ljusspegel (1970), polerad aluminium, Lunds universitetssjukhus
- Skärm (1969), brons, Lerbäcksskolans gård i Lund
- Hyllemöllan (1968, med Holger Bäckström), stålplåt och -rör, Sörbäcksgatan 10 i Malmö

Bäckström är representerad vid Moderna museet, Skissernas museum, Kalmar konstmuseum och Örebro läns museum.

## Fotogalleri

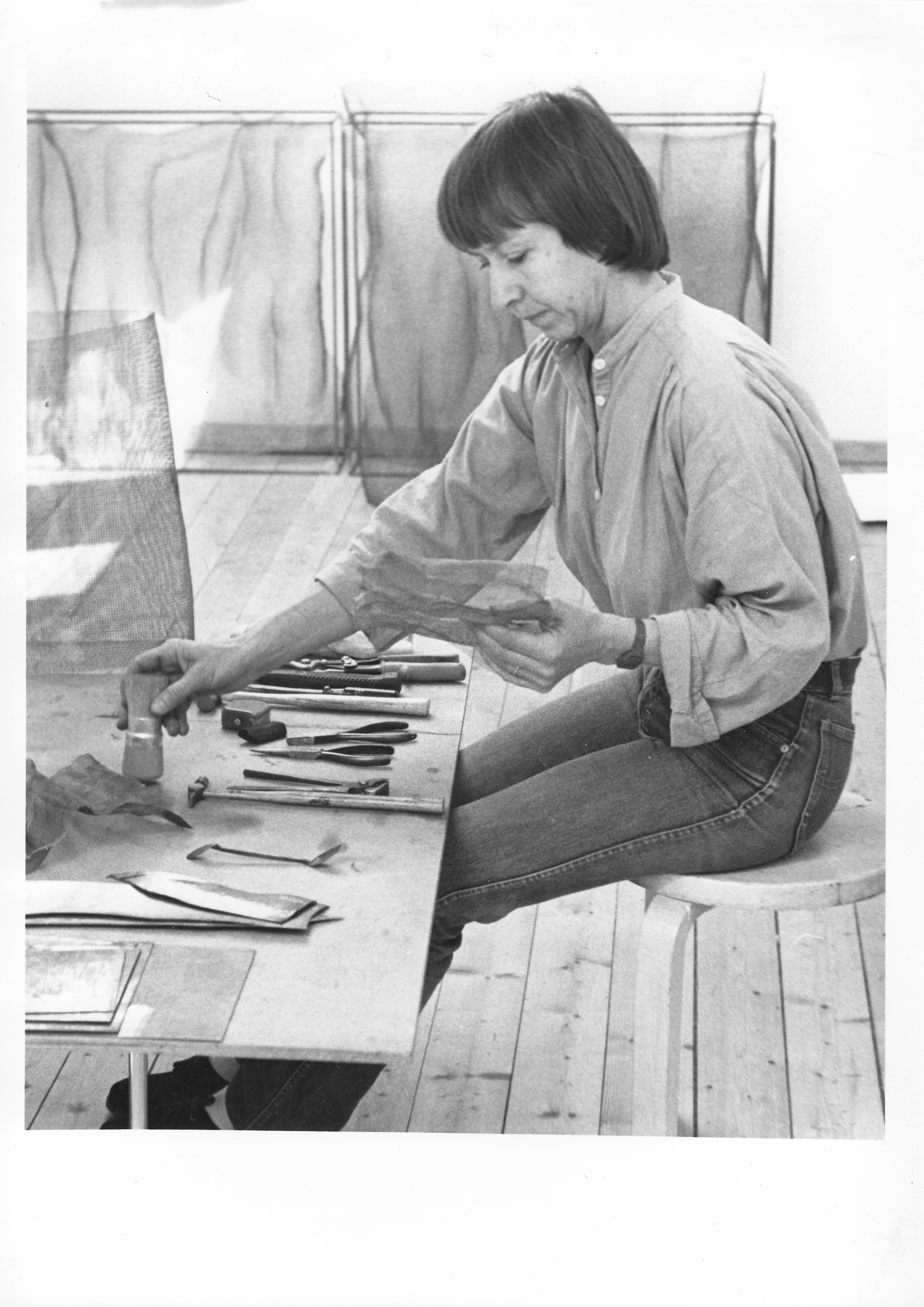
Barbro Bäckström i sin ateljé 1982
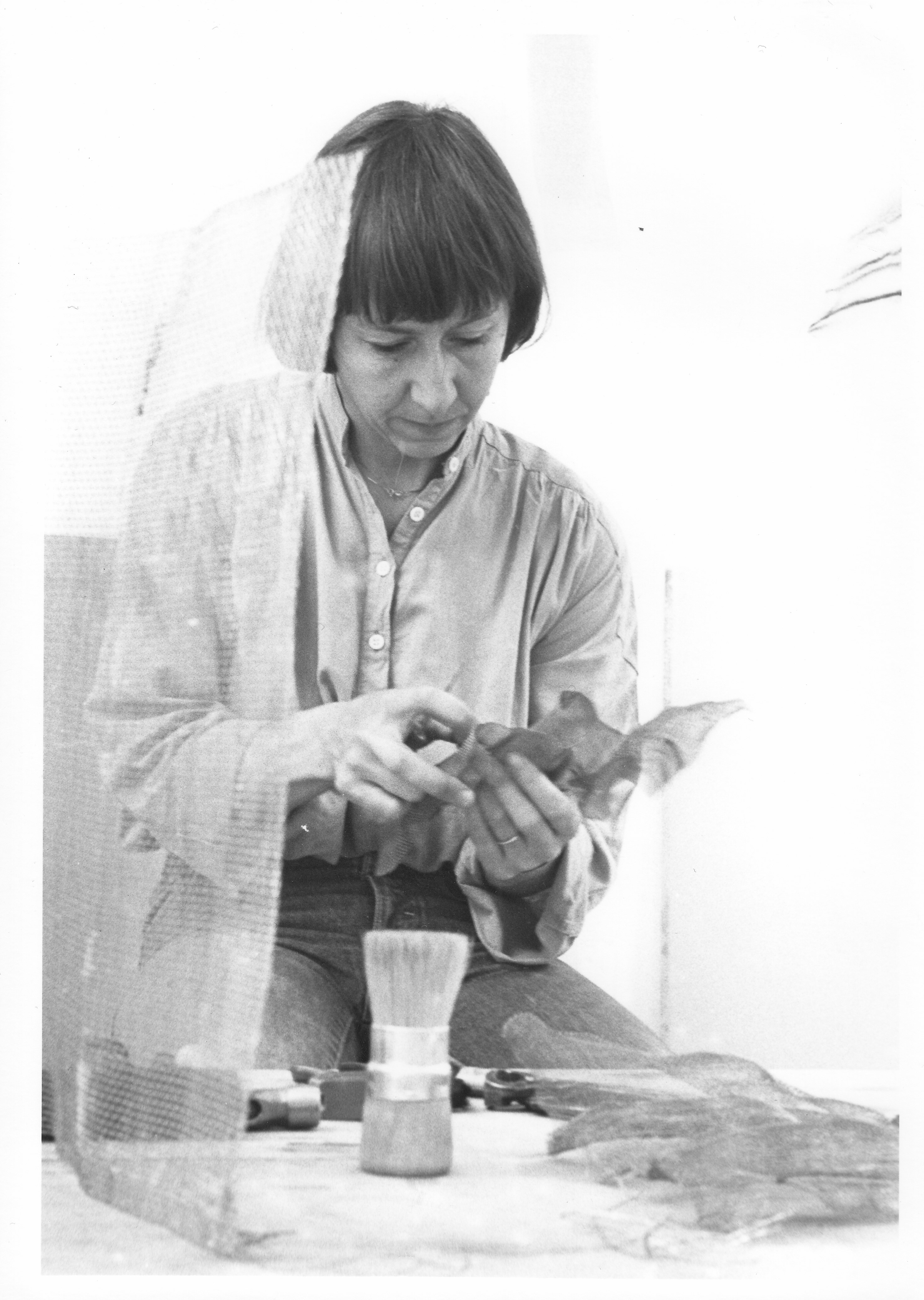
Barbro Bäckström i sin ateljé 1982
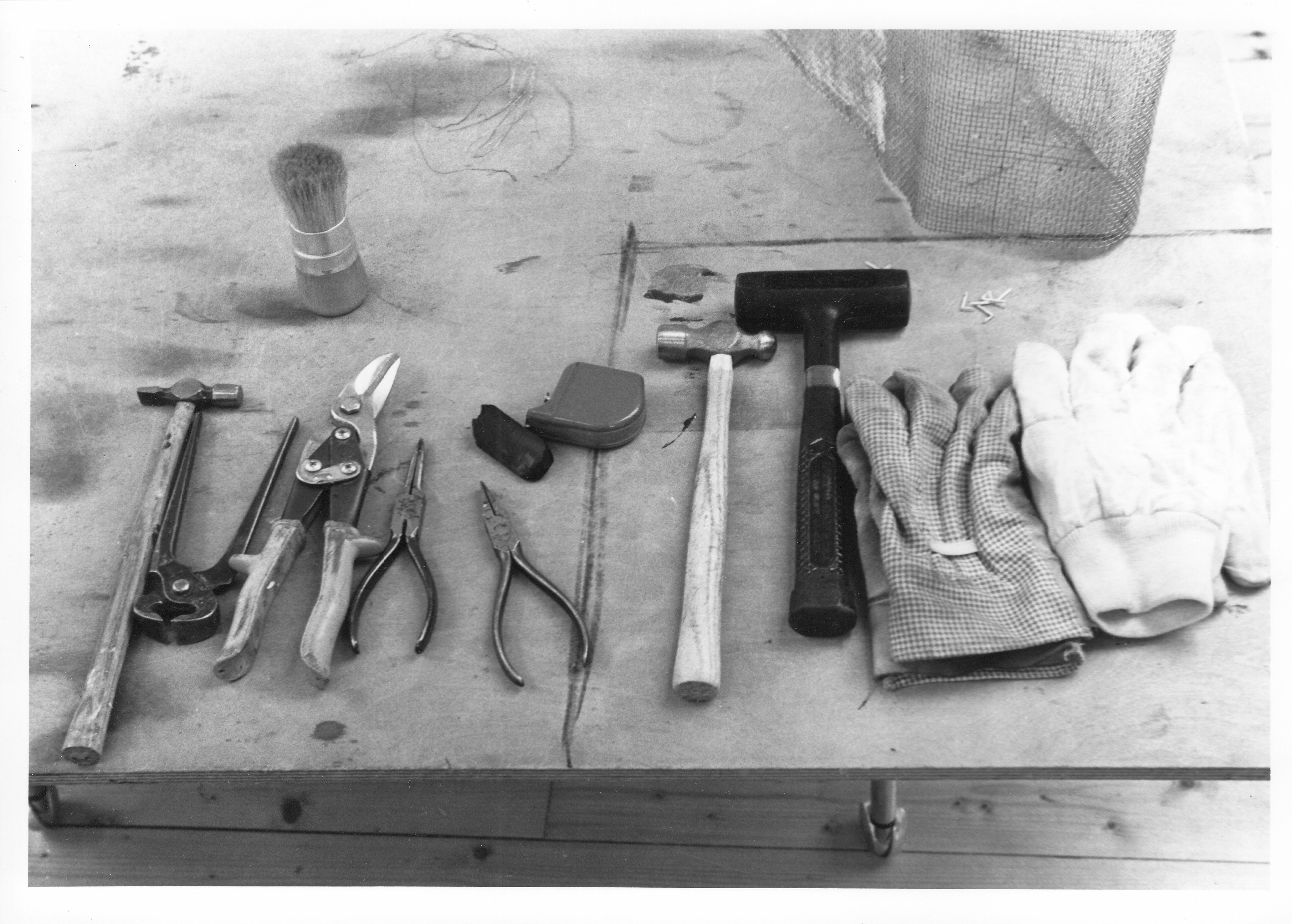
Redskap för att arbeta med metallnät (Barbro Bäckström)
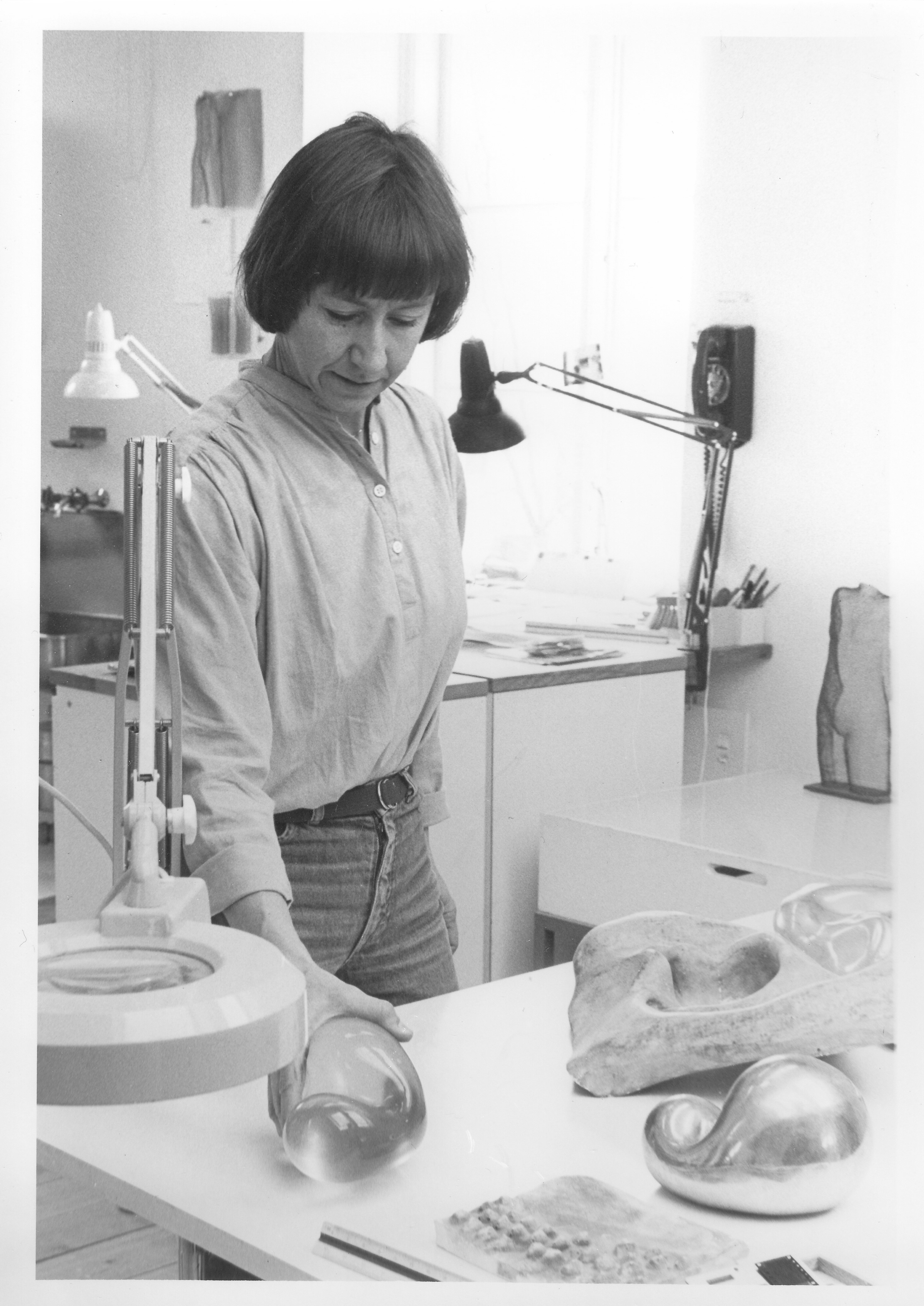
Barbro Bäckström i sin ateljé 1982
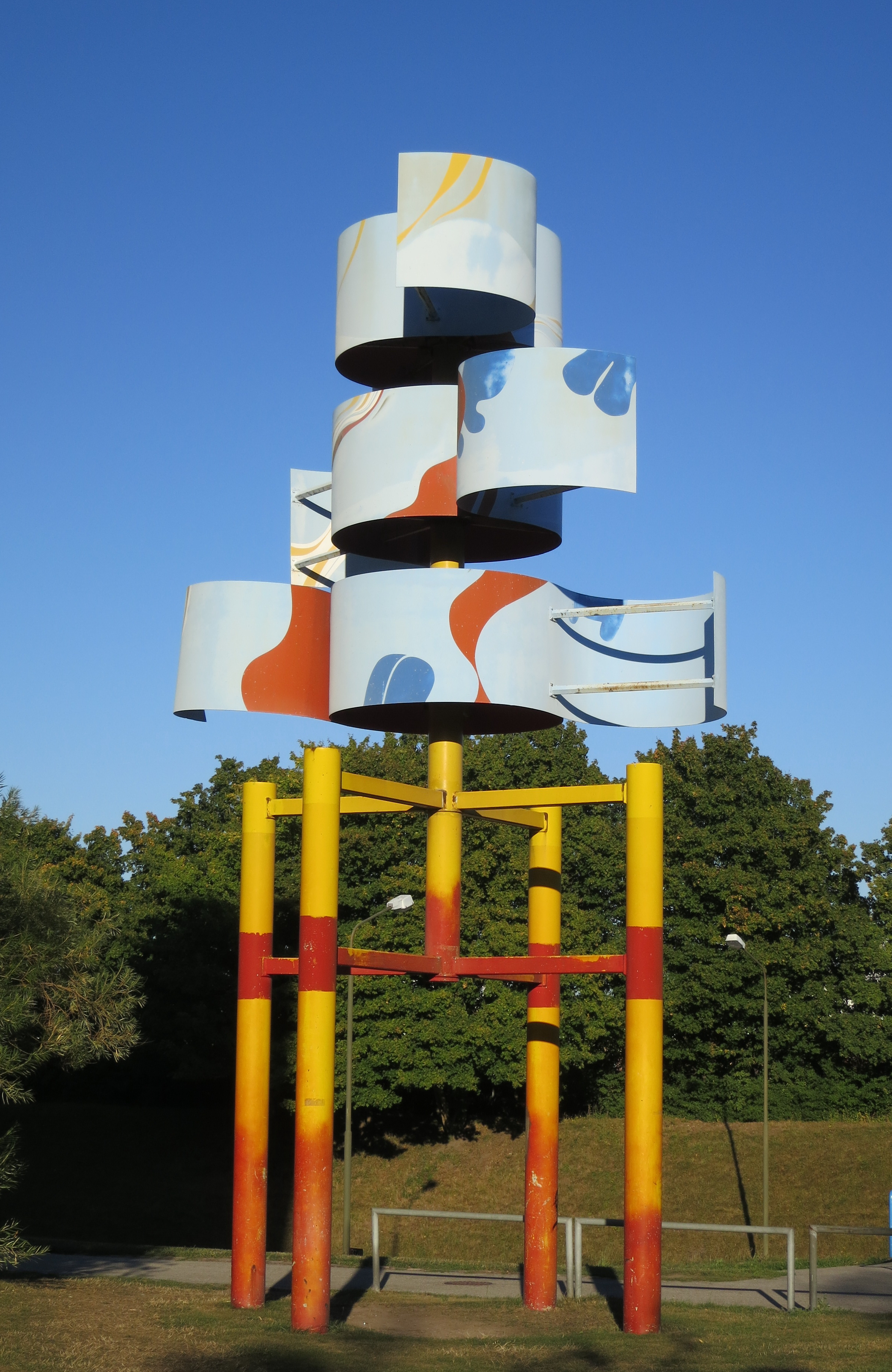
Hylliemöllan i Malmö
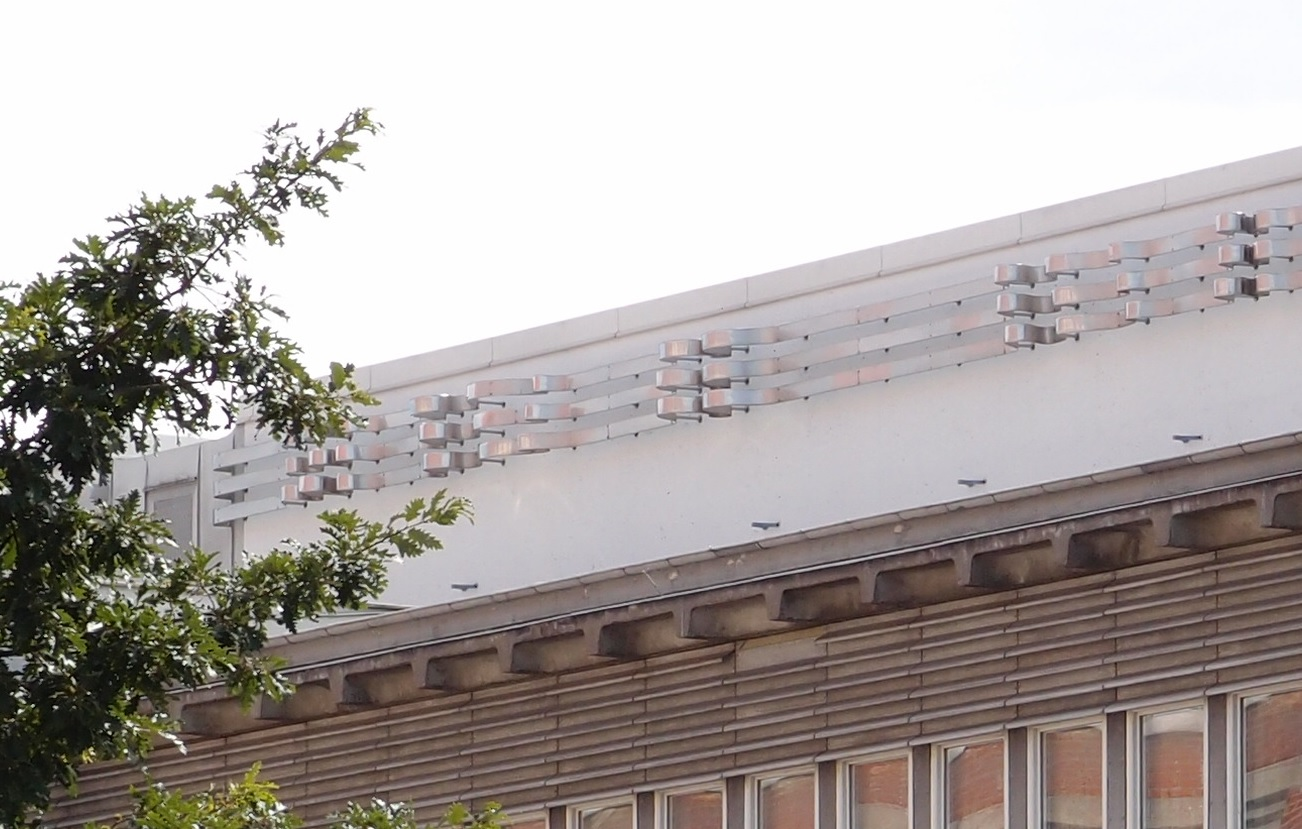
Skulptur för ljus och skugga, Landsstatshuset i Malmö. 1976